# Qased
Le lanceur Qased (persan: « قاصد »; litt. « Messager ») est un lanceur spatial léger iranien, qui a effectué son premier vol le 22 avril 2020, en emportant le premier satellite militaire du pays, Nour 1. Ce lanceur de 17 tonnes et d'une longueur de 19 mètres peut placer en orbite basse une charge utile de 15 kg. Tiré comme un missile depuis un véhicule porteur, ce lanceur doit permettre d'effectuer des lancements avec un délai réduit depuis n'importe quelle base iranienne. Qased est le troisième lanceur iranien, après Safir et Simorgh. Le lanceur est consacré aux lancements militaires tandis que les fusées Safir et Simorgh sont utilisées dans le cadre du programme spatial civil du pays. Il est prévu que le premier étage du lanceur soit remplacé par un étage à propergol solide.  

## Historique
L'Iran annonce sans préavis le 22 avril 2020 le succès du premier vol de son nouveau lanceur spatial léger, dénommé Qased. Ce vol est le premier succès iranien depuis 2015, et est également la première mise en orbite d'un satellite à but entièrement militaire, à 425 km d'altitude, dénommé Nour 1, qui est un CubeSat 6U, pesant donc environ 8 kg. Ce vol est également le premier tir orbital effectué depuis le site de lancement de missiles de Shahroud, faisant donc de cette base la deuxième base spatiale du pays, après la base de Semnan, utilisée pour les activités spatiales civiles du pays.  
Une nouvelle version du lanceur doit être développée, caractérisée par un premier étage à propergol solide. Alors que Qased est l'équivalent militaire de Safir, ce futur lanceur, nommé Zoljanah, serait l'homologue par sa capacité du lanceur Simorgh.
Le 8 avril 2022, le lanceur effectue son deuxième vol, et met en orbite avec succès le satellite Nour 2, qui semble similaire au premier exemplaire.

## Caractéristiques techniques
Qased est un lanceur comportant trois étages haut d'environ 16,8 mètres pour un diamètre de 1 mètre. Sa masse au décollage est de 16,8 tonnes dont 14,13 tonnes d'ergols. La charge utile est placée sous une coiffe de 2,6 mètres de haut et de 1 mètre de diamètre et d'une masse de 25 kilogrammes . 

### Premier étage
Le premier étage, baptisé Sepehr, est une version améliorée du missile Shahab-3B, également appelé Ghadr-H, lui-même dérivé du missile nord-coréen Nodong. Le moteur-fusée à ergols liquides brûle un mélange d'ergols hypergoliques et stockables de peroxyde d'azote et UDMH utilisé dans la plupart des missiles d'anciennes générations. L'étage comprend un unique réservoir d'UDMH  et deux réservoirs superposés de peroxyde d'azote. En vol, il est stabilisé grâce à quatre ailerons, situés à sa base. L'étage a une longueur de 13,5 mètres pour un diamètre de 1,25 mètre. Sa masse est de 14,7 tonnes dont 12,33 tonnes d'ergols. La poussée au décollage est de 280 kilonewtons et le moteur fonctionne durant 105 secondes. L'impulsion spécifique est de 243 secondes.   

### Deuxième étage

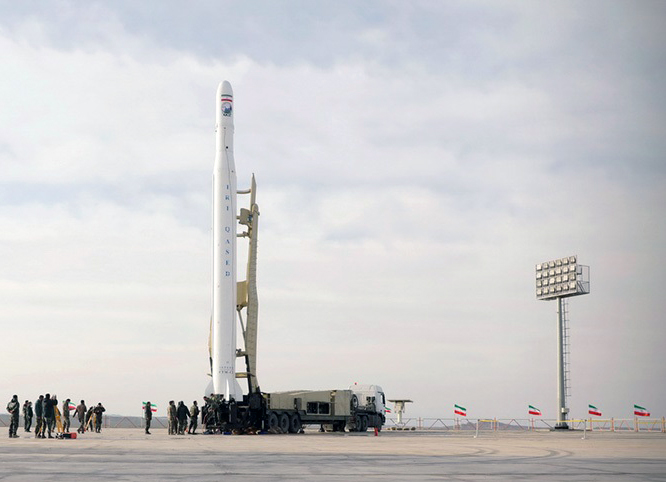
Vue du lanceur érigé sur son camion porteur

Le deuxième étage est long de 2,5 mètres pour un diamètre de 1 mètre. Sa masse est de 1,72 tonne dont 1,5 tonne de propergols solides. Sa poussée est de 55,6 tonnes dans le vide et il fonctionne durant 70 secondes. Cet étage, baptisé Salman été testé plusieurs fois sur banc d'essai début 2020, dans la zone des essais moteurs de la base de Shahroud. Il est probable que l'enveloppe de l'étage soit en fibres de carbone, ce qui constituerait une première pour le programme spatial iranien.  

### Troisième étage

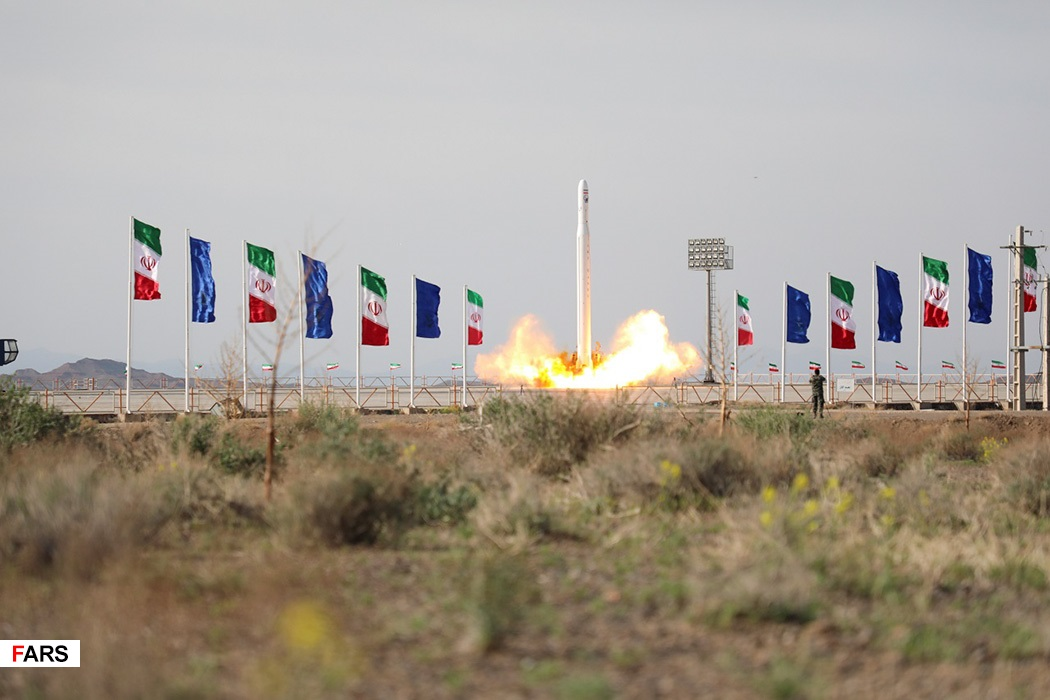
Décollage de la première fusée Qased vers l'orbite

Le troisième étage, qui est englobé dans la coiffe du lanceur utilise sans doute à la fois une propulsion solide et liquide et comprend deux parties distinctes. Sa masse est de 300 kilogrammes et il fonctionne durant 45 secondes.

### Modalités de lancement
Comme certains missiles intercontinentaux, Qased est tiré depuis son véhicule porteur, un véhicule sur roues habituellement utilisé pour des opérations de lancement de missiles. Ce système est également utilisé par exemple sur les lanceurs START-1, Kuaizhou-1A et Longue Marche 11. Ce système offre l'avantage de ne pas nécessiter d'installations permanentes au sol, et d’offrir une possibilité de lancer depuis n'importe quelle base de lancement, et depuis n'importe quel lieu sur ces dernières. Ainsi, Qased sera tirée depuis une simple plateforme en béton de la base de Shahroud. Au vu des photos publiées, il est également possible de savoir que la coiffe utilisée sur ce lanceur est d'une conception complètement nouvelle. Le lanceur a été réalisé avec de la fibre de carbone, une caractéristique inédite pour un lanceur iranien, permettant ainsi de l'alléger et de l'optimiser.

## Liste des lancements
Tableau mis à jour le 27 septembre 2023.
| Succès | Succès | Succès | Vol n° | Lancement (UTC)  | Base de lancement | Orbite    | Charge utile | Masse | Notes                                                                                        |
| ------ | ------ | ------ | ------ | ---------------- | ----------------- | --------- | ------------ | ----- | -------------------------------------------------------------------------------------------- |
|        | ✓      |        | 1      | 22/04/2020 03h59 | Shahroud          | OBT (LEO) | Nour 1       | 12 kg | Premier vol de Qased Premier vol orbital depuis Shahroud Premier satellite militaire iranien |
|        | ✓      |        | 2      | 08/03/2022 05h06 | Shahroud          | OBT (LEO) | Nour 2       | 17 kg |                                                                                              |
|        | ✓      |        | 3      | 27/09/2023       | Shahroud          | OBT (LEO) | Nour 3       | 24 kg |                                                                                              |